# Malva arborea
Malva arborea es una especie de arbusto de la familia Malvaceae.

## Descripción

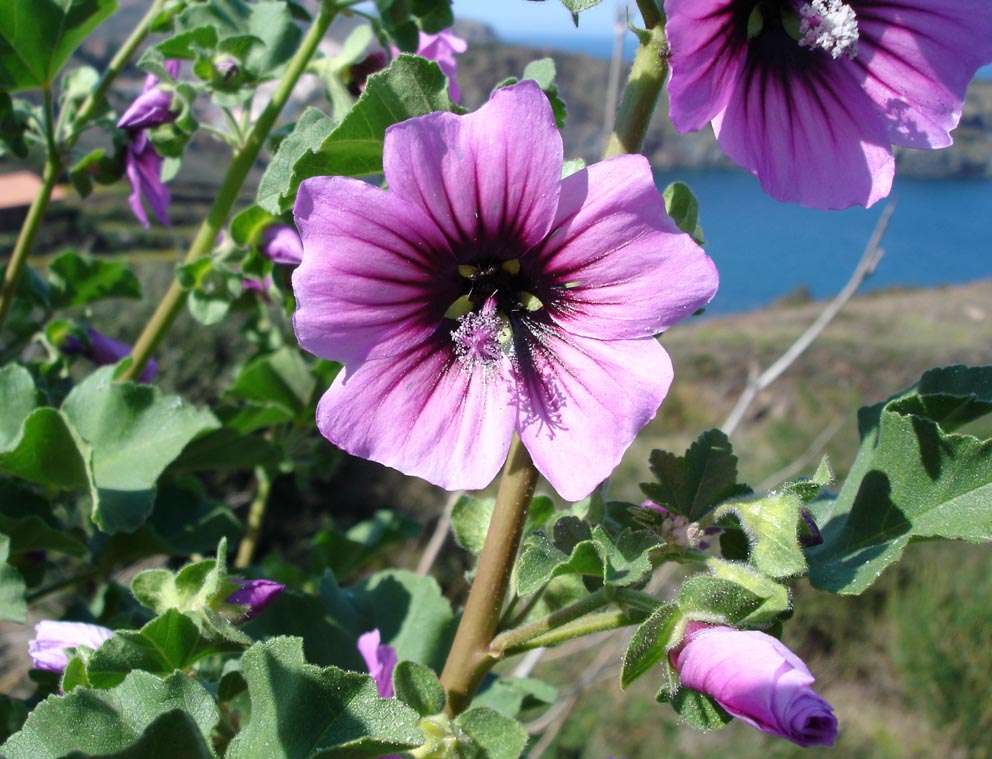
Flores

Planta bienal o perennizante, con tallos de hasta 2-3 m –de menor tamaño en los acantilados marinos–, robustos, ramosos, leñosos en la base; partes jóvenes, hojas y cálices laxamente estrellado-tomentosos. Hojas con el limbo verde, membranáceo; el de las inferiores de hasta 20 cm de diámetro, suborbicular, con cinco a siete lóbulos, de base cordada; el de las medias y superiores, menor, anguloso, a veces con el lóbulo medio más largo, todos de margen dentado-crenado; pecíolo de las hojas inferiores más largo que el limbo, el de las hojas medias y superiores más largo o subigual; estípulas de 3-5 mm, ovado-lanceoladas, agudas, caducas. Flores de dos a siete, en fascículos axilares; pedúnculos  de 1-2,5 cm, delgados, generalmente más cortos que el pecíolo de la hoja axilante, algunas veces los dos superiores subigualándolo. Epicáliz profundamente dividido en piezas de 8-10 mm, suborbiculares u ovado-oblongas, que sobrepasan el cáliz cuando la flor es joven, redondeadas en el ápice, patentes y muy acrescentes en la fructificación. Cáliz 5-8 mm; lóbulos 3-5 mm, triangulares, conniventes en la fructificación. Corola dos o tres veces más larga que el cáliz; pétalos 1,5-2 cm, elíptico-obovados, poco emarginados, de un violeta pálido o purpúreos, con la base y los nervios más obscuros, raramente blancos. Fruto en esquizocarpo con de seis a ocho mericarpos, gruesos, con dorso plano y liso o ligeramente rugulado, caras laterales ruguladas y ángulos dorsales agudos, glabros o tomentosos; carpóforo que no sobrepasa los mericarpos

## Distribución
Originaria de la costa del Mediterráneo -locus typicus entre Livorno y Pisa en Italia ("Habitat inter Pisas & Liburnum", según la diagnosis original de Linneo, 1753), sur de Argelia y Libia, hasta Grecia. Distribuida por el
litoral mediterráneo y de Europa occidental, hasta los 55° N en Irlanda; naturalizada en Macaronesia (excepto en el archipiélago de Cabo Verde), África del Sur y algunas regiones de Norteamérica (Oregón y California en la costa oeste de Estados Unidos) y Suramérica. Frecuente en la península ibérica: en España, principalmente en las provincias costeras y las Baleares.

## Hábitat
Rocas y arenas del litoral, suelos abonados por las deyecciones de las aves marinas, taludes, escombreras, bordes de caminos, a veces adventicia en huertas;solo en raras ocasiones a cualquier distancia hacia el interior. Crece desde 0 hasta 750 m s. n. m.
Malva arborea tolera el agua de mar en distintos grados, hasta en el 100 % de agua del mar  en su hábitat natural, con la excreción de la sal a través de las glándulas de sus hojas. Esta tolerancia a la sal puede ser una ventaja competitiva sobre las especies de plantas del interior de las zonas costeras. Su nivel de tolerancia de la salinidad se cree que es mejorado por los suelos con mayor contenido de fosfato, por lo que el guano es un enriquecimiento particularmente beneficioso.

### Dispersión de los propágulos
Las simientes de planta podrían ser transportadas entre zonas costeras separadas, pues el fruto esquizocárpico es flotante, y por las aves marinas que son un medio probable de diseminación. Dichas semillas tienen una testa impermeable, y pueden permanecer viables durante años, incluso después de la inmersión en agua salada.

## Usos
Las hojas de las especies se utilizan como planta medicinal para tratar esguinces, por remojo en agua caliente y aplicando la cataplasma sobre la zona afectada. Existe la teoría de que los guardianes de los faros pueden haber diseminado la planta hasta algunas islas británicas para su uso como cataplasma en quemaduras durante su trabajo.
La planta se consideró un alimento nutritivo para los animales en Gran Bretaña en el siglo XIX, y todavía a veces se utiliza como forraje para los animales en Europa.
La especie ha sido cultivada en los jardines ingleses, como se describe en el año 1835 en que se publicó el libro British Phaenogamous Botany.

## Taxonomía
Malva arborea fue descrita como tal por Philip Barker Webb & Sabin Berthelot en Histoire Naturelle des Îles Canaries 3(2, 1): 30 en 1836.
Basónimo
- Lavatera arborea L.,  Sp. Pl., vol. 2: 690, 1753[18]

Sinonimia
- Lavatera eriocalyx Steud. Flora 39: 438, 1856 - basónimo
- Althaea arborea (L.) Alef, Oestr. Bot. Zeitschr., 12: 260, 1862
- Anthema arborea (L.) Medik., Malv., 42, 1787
- Lavatera arborea var. berlengensis (Boiss. &Reut.) Cout.
- Lavatera arborea var. genuina (Boiss. & Reut.) Cout.
- Lavatera arborea var. lasiocalyx Sennen
- Malva dendromorpha M.F.Ray, Novon, 8(3): 292, 1998, nom. illeg.
- Malva eriocalyx Steud., Nomencl. Bot. (Steudel), ed. 2. 2: 94, 1841, nom. inval.
- Lavatera veneta Mill., Gard. Dict. ed., VIII. n. 6
- Malva fastuosa Salisb., Prod., 381[19][1]

## Citología
Número de cromosomas: 2n=40.

## Nombre común
- Castellano: lavátera, malva, malva arbórea, malva arborescente, malva gris, malva hortense de las flores purpúreas, malva hortense que hace flores blancas, malvas, malvavisco.[21]